# Corporations de métiers artistiques (Italie)
Pour les articles homonymes, voir Corporation de métiers artistiques.

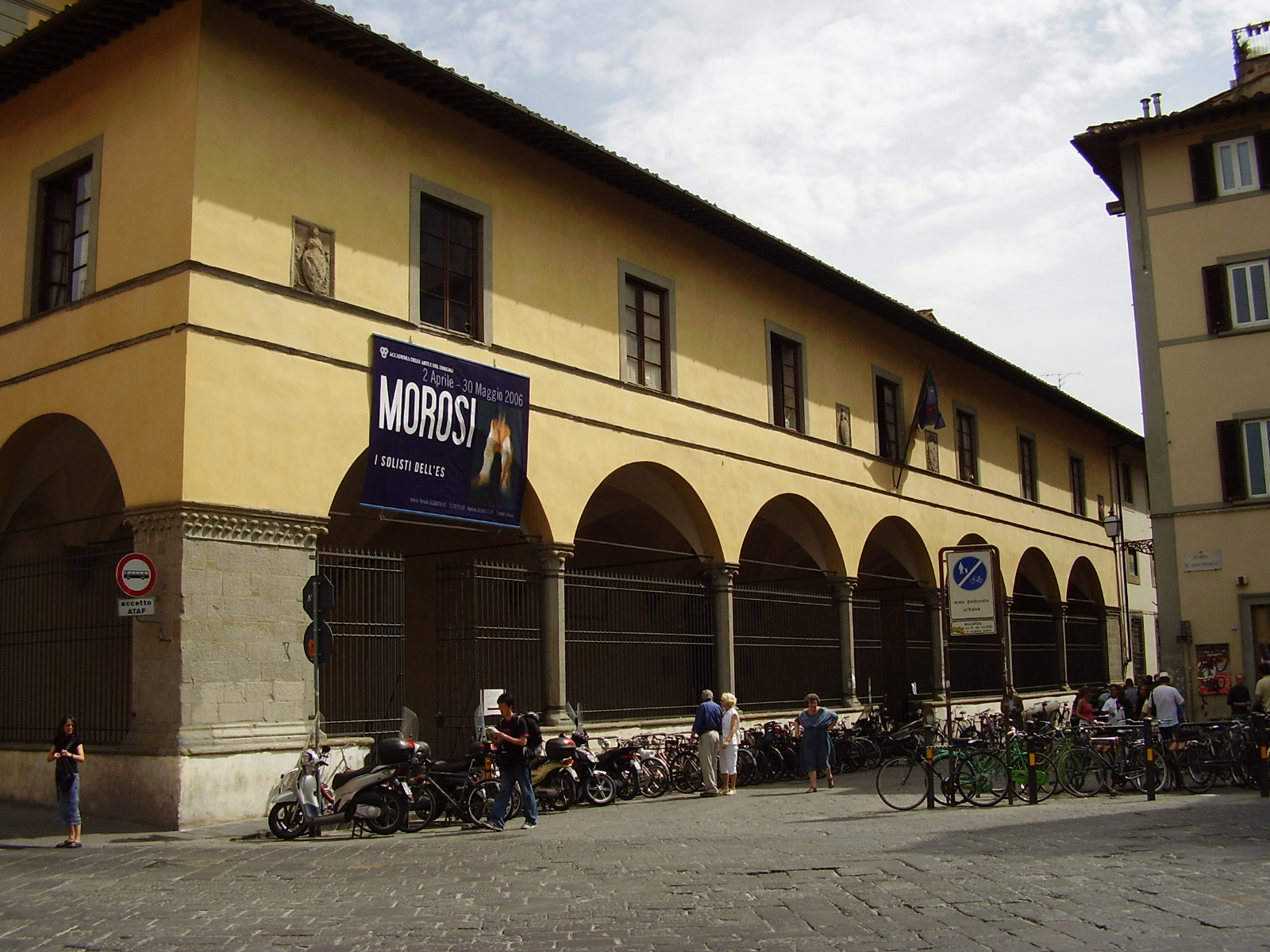
L'Académie des Beaux-Arts de Florence, fondée par la Compagnie de Saint-Luc

Les corporations de métiers artistiques sont appelées généralement Compagnie des peintres de Saint-Luc (en italien Compagnia dei pittori fiorentini di San Luca) ou Guilde de Saint-Luc.
La compagnie de Florence, fondée en 1339, est certainement la plus prestigieuse d'Italie. Florence, sous l'impulsion de la riche famille des Médicis, attire non seulement les artistes italiens, mais aussi leurs confrères européens.
Sur ses fondations, le 31 janvier 1563, sera créée l'Académie du dessin de Florence, l'Accademia dell'Arte del Disegno de Florence, la première académie artistique apparue en Europe, sous le patronage de Cosme Ier et commanditée à Giorgio Vasari.

## Quelques Compagnies en Italie et leurs membres

### Florence
- Masaccio (1424)
- Léonard de Vinci (1472)
- Sandro Botticelli (1472)

### Rome
- l'Accademia di San Luca de Rome, fondée en 1577 : 
Algardi, Baciccio, Danse, Bernini, Borromini, Canova, Caravaggio, Carracci, David, De Chirico, Fontaine, Guercino, Juvarra, Maratta, Nerfs, Pietro de Cortona, Piranesi, Poussin, Reins, Valadier, Velasquez, Vespignani.